# Il était une fois en Chine 5 : Dr Wong et les Pirates
Série
Il était une fois en Chine 4 : La Danse du dragon Il était une fois en Chine 6 : Dr Wong en Amérique
Pour plus de détails, voir Fiche technique et Distribution.
Il était une fois en Chine 5 : Dr Wong et les Pirates (黃飛鴻之五龍城殲霸, Wong Fei Hung chi neung: Lung shing chim ang) est un film hongkongais réalisé par Tsui Hark, sorti en 1994.

## Synopsis
Wong Fei-hung est aux prises avec une bande de pirates, ainsi qu'avec ses disciples, qui n'hésitent pas à enfreindre les codes de combat en utilisant des armes à feu.

## Fiche technique
- Titre : Il était une fois en Chine 5 : Dr Wong et les Pirates
- Titre original : 黃飛鴻之五龍城殲霸 (Wong Fei Hung chi neung: Lung shing chim ang)
- Titre anglais : Once Upon a Time in China V
- Réalisation : Tsui Hark
- Scénario : Tsui Hark, Lau Tai-Mok et Lam Kee-To
- Direction artistique : Billy Lui
- Montage : Marco Mak
- Photographie : Ardy Lam et Derek Wan
- Costumes : Chiu Kwok-Sun
- Production : Tsui Hark et Ng See-Yuen
- Pays d'origine : Hong Kong
- Format : Couleurs - 2,35:1 - Mono
- Genre : Film d'aventure, Film d'action, Film de Kung-fu
- Durée : 101 minutes
- Dates de sortie :

 Hong Kong : 17 novembre 1994
 France : 8 novembre 2000

## Distribution
- Chiu Man-cheuk : Wong Fei-hung
- Rosamund Kwan (VF : Déborah Perret) : Tante Yee
- Mok Siu-chung (VF : Thierry Ragueneau) : Leung Fu
- Jean Wang : Tante May
- Kent Cheng : Porky Lang
- Roger Kwok (VF : Vincent Ropion) : Bucktooth
- Shun Lau : Wong Kei-ying
- Elaine Lui : Ying
- Xiong Xin-xin : Pied-bot